# Площадь Победы (Владимир)
Пло́щадь Побе́ды — площадь во Владимире, располагающаяся в Ленинском районе города на проспекте Ленина, в месте его пересечения с улицей Чайковского и Большим проездом.

## История
Площадь названа в честь 30-летия Победы в Великой Отечественной войне решением исполкома горсовета № 263 от 9 мая 1975 года. Мемориал на площади сооружён на месте ямской Казанской церкви, снесённой в 1966 году. Примыкающий сквер разбит на месте старого ямского кладбища.
Закладка мемориала началась 6 ноября 1967 года. 9 мая 1975 года состоялось открытие первой очереди и зажжение Вечного огня. Мемориал представляет собой расположенную на четырёхступенчатом подиуме чашу Вечного огня, вырывающегося из центра вписанной в венок пятиконечной звезды, позади которой на гранитном возвышении изображены ниспадающие тяжёлыми складками приспущенные знамёна и текст: «Вечная слава владимирцам, отдавшим жизнь за честь, свободу и независимость нашей Родины в Великой Отечественной войне 1941—1945». Авторы проекта — архитектор Б. А. Шиганов и скульптор В. А. Шанин. Вечный огонь был доставлен от могилы Неизвестного Солдата и торжественно перенесён делегацией владимирцев. Честь зажечь факел в Москве для доставки его во Владимир была доверена Герою Советского Союза Павлу Семёновичу Маштакову.
Через 10 лет, 9 мая 1985 года, на площади была установлена бронзовая скульптурная композиция из трёх фигур: женщины-матери, солдата и рабочего тыла, символизирующая единство народа в борьбе против захватчиков. Общая высота композиции — 7 м, высота фигур — 5 м. Авторы памятника — скульптор А. А. Перевертень и архитектор В. И. Фомин.
9 мая 1985 года рядом с мемориалом была установлена трёхчастная стела в честь воинских частей, сформированных во Владимире. Она содержит перечисление 9 воинских соединений, сформированных во Владимире в 1941—1942 годах:
- 180-я Киевская орденов Красного Знамени, Суворова 2-й степени и Кутузова 2-й степени стрелковая дивизия,
- 250-я Бобруйская орденов Красного Знамени и Суворова 2-й степени стрелковая дивизия,
- 262-я Демидовская Хангайская орденов Красного Знамени и Суворова 2-й степени стрелковая дивизия,
- 18 (42)-я Смоленская орденов Красного Знамени, Суворова 2-й степени, Кутузова 2-й степени, Богдана Хмельницкого 2-й степени гвардейская танковая бригада,
- 20-я Седлецкая орденов Красного Знамени и Суворова 2-й степени танковая бригада,
- 200 (45)-я Гусятинская орденов Ленина, Красного Знамени, Суворова 1-й степени и Богдана Хмельницкого 2-й степени гвардейская танковая бригада,
- 52 (23)-я Васильковская дважды орденов Красного Знамени, ордена Суворова 2-й степени гвардейская мотострелковая бригада,
- 53-я Знаменская орденов Красного Знамени и Суворова 2-й степени мотострелковая бригада,
- 222-й ордена Красного Знамени стрелковый полк.

Стела изготовлена из красного гранита по заказу Владимирского областного военкомата. Автор — архитектор В. И. Фомин.
7 мая 2010 года в канун 65-летия Победы на площади торжественно открыт Мемориал барельефов Героев Советского Союза работы скульптора И. А. Черноглазова, дополнивший архитектурный ансамбль. Это 24 отлитых в бронзе портрета героев Великой Отечественной войны — не только тех, кто родился и жил в городе, но и тех, чьи судьбы были связаны с Владимиром. Портреты отливали по старым фотографиям фронтовиков.
В тот же день была установлена, а 6 мая 2014 года — восстановлена после длительного ремонта Книга памяти. На электронном табло, установленном в нише гранитной стелы справа от Вечного огня, на фоне кадров военной кинохроники — алфавитный список погибших на фронтах Великой Отечественной войны, призванных из города Владимира. Всего на фронт ушли 24 724 жителя города Владимира. В Книге увековечены имена 10 861 владимирца, не вернувшегося с войны.